# مايكل أليندورف
مايكل أليندورف (بالألمانية: Michael Allendorf) مواليد 16 سبتمبر 1986 في هيبنهايم، ألمانيا، هو لاعب كرة يد ألماني يلعب كجناح أيسر. يلعب حاليا مع نادي ملزونغن لكرة اليد ويحمل الرقم 22. مثل منتخب ألمانيا لكرة اليد.

## روابط خارجية
- مايكل أليندورف على موقع الاتحاد الأوروبي لكرة اليد (الإنجليزية)
- مايكل أليندورف على موقع الدوري الألماني لكرة اليد (الألمانية)